# Municipio local de Swellendam
El municipio local de Swellendam es un municipio situado en el distrito Overberg de la provincia Occidental del Cabo, en Sudáfrica. Su código de municipio es WC034.

## Localidades
Las ciudades y pueblos del municipio local de Swellendam incluyen:
- Barrydale.
- Buffeljagsrivier.
- Infanta.
- Ouplaas.
- Stormsvlei.
- Suurbraak.
- Swellendam.

## Espacios naturales
Las áreas de conservación más importantes son:
- Parque Nacional Bontebok.
- Reserva Natural Marloth en el Langeberg.
- Reserva de Vida Silvestre Sanbona.